# 전주 여자 축구단
전주 여자 축구단(全州女子蹴球團)은 1972년 3월 18일에 전주에서 창단된 최초의 대한민국 여자 축구단이다.
평균 연령 19세에, 평균 신장 165cm인 합기도 유단자이자 기독교 신자들로 구성된 16명의 여자들로 구성되었으며 단장인 이동구 역시 합기도 유단자로 텔레비전에서 FIFA 여자 월드컵 결승전을 보게 된 것을 계기로 도장 선립을 위해 모은 돈을 모두 축구 용품을 사는데 투자했으며 팀을 창단하였으며 3년 안에 월드컵을 타오겠다고 밝히기도 했다.